# Кьергор, Мауриц
Мауриц Кьергор (дат. Maurits Kjærgaard; родился 26 июня 2003, Херлев) — датский футболист, полузащитник австрийского клуба «Ред Булл Зальцбург».

## Клубная карьера
Выступал за молодёжные команды клубов «Сковлунде», «Баллеруп-Сковлунде» и «Люнгбю». В июле 2019 года стал игроком футбольной академии австрийского клуба «Ред Булл Зальцбург». «Люнгбю» сообщил, что трансфер Кьергора стал «самым дорогим для клуба за последние 20 лет».
С 2019 года выступал за «Лиферинг», фарм-клуб «Зальцбурга».
28 февраля 2021 года дебютировал в основном составе «Зальцбурга» в матче австрийской Бундеслиги против «Штурма».

## Карьера в сборной
Выступал за сборные Дании до 16, до 17, до 19 лет и до 21 года.